# 真木よう子
真木 よう子（まき ようこ、1982年10月15日 - ）は、日本の女優、歌手、YouTuber。千葉県印西市出身。そよかぜ所属。レプロエンタテインメントとマネジメント契約。

## 来歴
4人きょうだいで唯一の娘。兄、2人の弟に囲まれた男兄弟の中で育つ。
1993年、小学5年生の時に安達祐実主演の映画『REX 恐竜物語』を鑑賞し、同世代の安達が活躍しているのを見て、芸能界に入りたいと強く思った。中学3年生の時に両親に「無名塾」入りと芸能界入りを相談したところ、父から猛反対を受けるが、どうしても女優になりたかった真木は「（女優になるのを反対するなら）援助交際してやる!!」と父を脅し、芸能界入りの許可をもらった。
中学卒業後の1998年、応募者約1000人の中からわずか5人の合格者の内の1人に選ばれ、仲代達矢主宰の俳優養成所「無名塾」に入塾。同期に滝藤賢一、内浦純一がいる。1999年から2000年にかけて、芝居に没頭していた真木は入塾二年目にして無名塾公演『どん底』で重要な役どころであるナターシャ役に抜擢され、半年間の旅公演に回った。仲代は『どん底』パンフレットの中で、その才能を絶賛していた。しかし、少しでも稽古を多くしたいと思ったことから、合宿で日課となっている早朝の持久走を早い時間に済ませて先に発声練習をして集合場所で待っていたため、それを見た仲代がサボったと思い激怒。2人の発言が行き違ってしまった結果、納得の行かなかった真木は逆に仲代に怒り返したことから、そのまま退塾・帰郷。
その合宿以来、仲代とは挨拶もしていなかったが、2013年7月、仲代が報知新聞社のインタビューで「真木さんにいつか会うときがあったら『おめでとう』と伝えてくれないか」と取材者にメッセージを託した。それに対し、真木は、同年12月、第38回報知映画賞表彰式で「無名塾でお芝居の面白さとか、役者の面白さを全部教えてもらった。いつかごあいさつができる日が来たら……『ありがとうございました』ときちんと言いにいきたい」とコメントした。
2003年、オムニバス写真集『LIP』を出版。
2006年11月、『ゆれる』で第30回山路ふみ子映画賞新人女優賞受賞。
2008年11月10日、元俳優の片山怜雄と結婚。2009年5月10日、第1子女児を出産。
2013年6月、主演映画『さよなら渓谷』の主題歌「幸先坂」で歌手デビューをする。同年11月、ルイ・ヴィトンの街頭広告のモデルに日本人で初めて起用された。
2014年3月7日、『さよなら渓谷』で第37回日本アカデミー賞最優秀主演女優賞、『そして父になる』で最優秀助演女優賞をダブル受賞した。
2015年9月、片山怜雄と離婚した。
2017年、クラウドファンディングサイトで自身のフォトマガジン制作の費用を募り、完成品をコミックマーケットで販売することを目指したが、コミケのファンから「コミケでやる必要がない」「コミケを理解していない」などと批判が殺到、それを受けて謝罪、参加を辞退した。
同年11月10日、出演が予定されていた映画『SUNNY 強い気持ち・強い愛』を体調不良を理由に降板したことが発表された。代役は板谷由夏。
2018年9月25日、レプロエンタテインメントとマネジメント契約したことが報じられた。
2023年8月26日、パートナーシップを結んでいる相手がいることを公表した。
2024年3月、自身に対する疑惑とそれによる炎上の影響によって入院していることをInstagramで明かし、3月8日にはパートナーを名乗る人物が「真木が意識を取り戻さない」と真木のアカウントから投稿するが、SNSなどでその投稿に対する矛盾点に対し指摘が殺到したことで、直後に投稿を削除。6月に退院したことをInstagramで報告した。
2025年、弟とともにYouTubeチャンネル「金森姉弟」を開設し、YouTuberとしての活動を開始。
2025年7月26日、第2子妊娠を発表。

## 人物

### 人物・性格
- 「男きょうだいの中で育ったせいか、男っぽい」「気が強い」と自認している。その性格を表すエピソードとして、映画『ゆれる』のオーディションにて控え室で待っていると若くてとても可愛い人が入ってきたので「来やがったな、この野郎!」と思っていたら監督の西川美和だった[22]という笑い話がある。関係の深い友人である大久保佳代子からは真木の印象について「近寄りがたい雰囲気はあるが、実はとてもチャーミング」と語られている[23]。

- 身長160cm。バストサイズは以前から非公表[24]だったが、本人の公式Twitterにて2017年7月27日に「子供産んで授乳して、34歳の本物のFカップは、重力に逆らえず垂れるのが正常です。申し訳御座いませんです」とFカップであることを本人が認めている[25]。

- 2017年6月28日、Twitterのアカウントを開設。ネットスラングを交えた投稿でユーザーと積極的に交流を図ったり、主演ドラマを観てくれるように土下座する動画を投稿するなどしたが、先述のコミックマーケット騒動の後、アカウント名を「？？？？騙された？？？？」に変更、フォロー数を0にし、非公開にするなどしてから削除した[26][27][28]。

### 交友関係・家族
- 一人娘と2人で暮らしている[29]。
- 映画『パッチギ!』で共演した江口のりこが芸能界で一番仲が良く、一緒にいて楽だという[30]。
- 大塚愛とは同い年ということもあり、映画『東京フレンズ』で共演して以来、大の仲良しである。2007年3月25日の『Music Lovers』（日本テレビ）には大塚愛のゲストラバーズとして出演している。また木村カエラとも友人で、同じ『Music Lovers』放送では木村のゲストラバーズとしても出演した[31]。
- 椎名林檎のファンで、自身が主演する映画『さよなら渓谷』の主題歌を歌うようオファーされた際にも、「歌手ではない自分が歌うなら信頼できる方にお願いしたい」ということで、メールをやり取りするなど以前から親交のあった椎名に楽曲提供を依頼した[32][33]。

### 趣味・嗜好・特技
- 趣味は映画鑑賞で、身体を動かすことは得意。小学生の頃3か月間空手を習っていた。中学時代は陸上部に所属。特技は陸上競技とワイヤーアクションである。ショートムービー『Do Androids Dream of Electric Santa?』では、ワイヤーアクションの技を披露している。
- 大のマンガ好き。『+act.』（プラスアクト、ワニブックス）において『そうだ、好きなマンガ家さんに会って色々しゃべって、サインもらおう。』という対談連載コーナーを持っていた（2014年3月号まで）。小学5年の時に、兄が読んでいたマンガ『ろくでなしブルース』などを読んでおり、他に好きな漫画に『よつばと!』『sunny』を挙げている（『+act.』2011年5月号で『よつばと!』のあずまきよひこ、同じく2013年5月号で『sunny』の松本大洋と対談[34][35][23]。また、漫画家・うすた京介のファンでもあり、『hon-nin』vol.07（太田出版）では真木からのリクエストにより、うすたとの対談が実現した。映画『ピューと吹く!ジャガー 〜いま、吹きにゆきます〜』に出演した縁で、漫画版『ジャガー』第359笛（単行本第17巻に収録）に題字と挿絵を寄稿している。西岸良平に一番会いたかったと言い、『+act.』（プラスアクト、ワニブックス）2014年3月号にて西岸との対談が実現している[36]。ミドリマキバオーの物真似をする[37]。
- 好きな歌手は、尾崎豊や長渕剛[38][23]。
- 新田真剣佑のファンでもあり、新田と『だれかtoなかい』で共演した際に印象について「なんだろ、エロいんですよ」「41歳にして初めて、孕まさせられると思ったんですよ。このまま見ていたら」と熱い思いを語った[39]。

### 評価
- 演出家の大根仁は2002年に舞台で彼女を初めて見たとき「凄い女優が現れた」と感じたという[40]。正名僕蔵は「神経が鋭い役者」と評している[23]。和田聰宏は「サバサバした性格。昔の女優の香りがする」と評している[23]。永作博美は「瞬間で演技を変えられる。様々な演出を受けながらも対応できる順応性のある役者」と評している[23]。池田鉄洋は「リアリティという言葉がチープに感じるくらい自然な演技をする人」と評している[23]。

## 受賞

### 映画
2006年度
- 第30回 山路ふみ子映画賞 新人女優賞（『ゆれる』）[41]

2013年度
- 第5回TAMA映画賞 最優秀女優賞（『さよなら渓谷』）
- 第38回報知映画賞 主演女優賞（『さよなら渓谷』）
- 第37回山路ふみ子映画賞 女優賞（『さよなら渓谷』）
- 第35回ヨコハマ映画祭 主演女優賞（『さよなら渓谷』）
- 第26回日刊スポーツ映画大賞・石原裕次郎賞 主演女優賞（『さよなら渓谷』）
- 第87回キネマ旬報ベスト・テン 主演女優賞（『さよなら渓谷』『そして父になる』『すーちゃん まいちゃん さわ子さん』）
- 第37回日本アカデミー賞 最優秀主演女優賞（『さよなら渓谷』）、最優秀助演女優賞（『そして父になる』）[11]
- 第23回東京スポーツ映画大賞 主演女優賞（『さよなら渓谷』）
- 第18回日本インターネット映画大賞 主演女優賞（『さよなら渓谷』）
- 第28回高崎映画祭 最優秀助演女優賞（『そして父になる』）
- 2013年度全国映連賞 女優賞（『さよなら渓谷』『そして父になる』）[42]

2018年度
- 第42回日本アカデミー賞　優秀助演女優賞（『孤狼の血』）

### ドラマ
2012年度
- 第72回ザテレビジョンドラマアカデミー賞 助演女優賞（『運命の人』）
- 第37回エランドール賞 新人賞[43]

### そのほか
2014年度
- 2014 54th ACC CM FESTIVAL 演技賞（トヨタ自動車「TOYOTOWN」・日本スポーツ振興センター「BIG」）

## 出演

### テレビドラマ
- 茂七の事件簿 ふしぎ草紙 第4話（2001年7月20日、NHK） - お雪 役
- 土曜ワイド劇場 科学捜査研究所・文書鑑定の女1（2002年2月2日、テレビ朝日） - 女子高生 役
- ドゥニチラヴ 第11話（2003年、テレビ埼玉）
- 顔 第9話（2003年6月10日、フジテレビ） - 竹内さえ 役
- 盲導犬クイールの一生（2003年6月16日 - 7月28日、NHK） - 里中真由子 役
- 京都鴨川東署迷宮課 おみやさん2 第10話（2003年6月26日、テレビ朝日） - 太田真美 役
- ハコイリムスメ! 第2・4話（2003年10月14日・28日、関西テレビ）
- ほんとにあった怖い話「のびる腕」（2004年1月31日、フジテレビ） - 主演
- 恋愛小説（2004年3月14日、WOWOW） - 鈴木真美 役
- 砦なき者（2004年、テレビ朝日） - 古谷めい子 役
- 水曜プレミア 世界最恐JホラーSP 日本のこわい夜「くも女」（2004年、TBSテレビ）
- 松本清張 黒革の手帖 第5 - 最終話（2004年11月25日 - 12月9日、テレビ朝日） - 伽耶子 役
- 劇団演技者。「激情」（2004年10月 - 11月、フジテレビ） - 関根 役
- ほんとにあった怖い話「死者のゆく場所」（2004年12月13日、フジテレビ） - 主演
- ディビジョン1 STAGE10「産隆大學應援團」（2005年2月9日 - 23日、フジテレビ） - 村山沙織 役
- 30minutes鬼 第5話「のっぽのサリー」（2005年7月29日、テレビ東京）
- 1%の奇跡（2005年、WOWOW） - キム・ダヒョン 役<吹き替え>
- 時効警察 第8話（2006年3月3日、テレビ朝日） - 立花律子 役
- もういちど地下鉄に乗って 第2話「マザーズ・タッチ」（2006年10月21日、テレビ朝日） - 川瀬幸子 役
- わたしたちの教科書（2007年4月 - 6月、フジテレビ） - 大城早紀 役
- 大河ドラマ（NHK）
  - 風林火山 第26話 - 36話（2007年） - 美瑠姫 役
  - 龍馬伝（2010年） - お龍 役
- SP 警視庁警備部警護課第四係（2007年11月 - 2008年1月、フジテレビ） - 笹本絵里 役
- ロス:タイム:ライフ 第8話（2008年3月29日、フジテレビ）- 主演・堀池清美 役
- 週刊真木よう子（2008年4月 - 6月、テレビ東京） - 主演
- 6時間後に君は死ぬ（2008年9月28日、WOWOW） - 原田美緒 役
- ウォーキン☆バタフライ 第9話（2008年9月5日、テレビ東京） - 垣内千夏 役
- 階段のうた Season3（2011年、TBSテレビ） - 謎の美人客 役
- カレ、夫、男友達（2011年11月 - 12月、NHK） - 主演・犬山治子 役
- 運命の人（2012年1月 - 3月、TBSテレビ） - 三木昭子 役
- 遅咲きのヒマワリ〜ボクの人生、リニューアル〜（2012年10月 - 12月、フジテレビ） - 二階堂かほり 役
- 最高の離婚（2013年1月 - 3月、フジテレビ） - 上原灯里 役
  - 最高の離婚Special 2014（2014年2月8日）
- まほろ駅前番外地 第11話（2013年3月22日、テレビ東京） - 柏木亜沙子 役
- 宮本武蔵（2014年3月15日・16日、テレビ朝日） - お通 役
- MOZU - 明星美希 役
  - MOZU Season1〜百舌の叫ぶ夜〜（2014年4月 - 6月、TBS）
  - MOZU Season2〜幻の翼〜（2014年6月 - 7月、WOWOW。10月 - 11月、TBS）
  - スピンオフドラマ『大杉探偵事務所』美しき標的編（2015年11月、TBS）
- 問題のあるレストラン（2015年1月 - 3月、フジテレビ） - 主演・田中たま子 役
- かもしれない女優たち（2015年6月23日、フジテレビ） - 主演・真木よう子 役
- 放送90年 大河ファンタジー「精霊の守り人II　悲しき破壊神」（2017年1月21日 - 、NHK） - シハナ 役[44]
- セシルのもくろみ（2017年7月 - 9月、フジテレビ） - 主演・宮地奈央 役[45]
- 炎上弁護人[46]（2018年12月15日、NHK「土曜ドラマスペシャル」） - 主演・渡会美帆 役[47]
- よつば銀行 原島浩美がモノ申す！～この女に賭けろ～（2019年1月 - 3月、テレビ東京） - 主演・原島浩美 役
- ボイス 110緊急指令室（日本テレビ） - 橘ひかり 役
  - ボイス 110緊急指令室（2019年7月13日 - 9月21日）[48]
  - ボイスII 110緊急指令室（2021年7月10日 - 9月25日）[49]
- 八つ墓村（2019年10月12日、NHK BSプレミアム） - 森美也子 役
- ファーストラヴ（2020年2月22日、NHK BSプレミアム） - 主演・由紀 役[50]
- 未満警察 ミッドナイトランナー 第1話（2020年6月27日[注 1]、日本テレビ）- 楓 役[53]
- 青のSP―学校内警察・嶋田隆平―（2021年1月12日 - 3月16日、関西テレビ・フジテレビ系） - ヒロイン・浅村涼子 役[54]
- ハクタカ 白鷹雨音の捜査ファイル（2021年3月22日、テレビ東京） - 主演・白鷹雨音 役[55]
- ネメシス（2021年4月11日 - 6月13日、日本テレビ） - 神田水帆・神田凪沙（二役） 役[56]
- ZIP! 朝ドラマ「サヨウナラのその前に Fantastic 31 Days」（2022年3月1日 - 31日、日本テレビ） - 金島陽子 役[57][注 2]

### 映画
- DRUG（2001年、青少年育成国民会議）
- ペリカンロード（2001年、ケイエスエス） - 佐倉えみ子 役 ※オリジナルビデオ
- 修羅雪姫（2001年、東京テアトル） - 彩 役
- バトル・ロワイアルII 鎮魂歌（2003年、東映） - 早田マキ 役
- 下妻物語（2004年、東宝） - BABY店員 役
- 恋愛小説（2004年、WOWOW）
- 恋文日和「あたしをしらないキミへ」（2004年、シネカノン） - 片瀬理乃 役
- 感染（2004年、東宝） - 桐野優子 役
- Do Androids Dream of Electric Santa?（2004年、AFM出品ショートムービー）  - 主演
- パッチギ!（2005年、シネカノン） - チョン・ガンジャ 役
- THE JUON/呪怨（2005年、日本ヘラルド映画） - 洋子 役
- イン・ザ・プール（2005年、日本ヘラルド映画）
- サマータイムマシン・ブルース（2005年、東芝エンタテインメント） - 伊藤唯 役
- 東京フレンズ（2005年、エイベックス・マーケティング・コミュニケーションズ） - 藤木涼子 役 ※オリジナルビデオ
  - 東京フレンズ The Movie（2006年8月12日、松竹） - 藤木涼子 役
- ベロニカは死ぬことにした（2006年2月4日、角川映画） - 主演・トワ 役
- 雨の町（2006年3月25日、プログレッシブピクチャーズ） - 香坂 役
- ゆれる（2006年7月8日、シネカノン） - 川端智恵子 役
- おいしい殺し方 -A Delicious Way to Kill-（2006年8月26日、ギャガ・コミュニケーションズ） - 東大寺マリィ 役
- UDON（2006年8月26日、東宝） - 伊藤唯 役
- ワイルド・スピードX3 TOKYO DRIFT（2006年9月16日、UIP） - 主人公（ボスウェル）の父親の恋人 役
- フライング☆ラビッツ（2008年9月13日、東映） - 垣内千夏 役
- 鈍獣（2009年5月16日、ギャガ） - 静 役
- SP THE MOTION PICTURE（東宝） - 笹本絵里 役
  - SP THE MOTION PICTURE 野望篇（2010年10月30日）
  - SP THE MOTION PICTURE 革命篇（2011年3月12日）
- モテキ（2011年9月23日、東宝） - 唐木素子 役
- 指輪をはめたい（2011年11月19日、ギャガ / キノフィルムズ） - 潮崎めぐみ 役
- ハードロマンチッカー（2011年11月26日、東映） - 姐さん 役
- 源氏物語 千年の謎（2011年12月10日、東宝） - 藤壺中宮、桐壺更衣（二役）
- 外事警察 その男に騙されるな（2012年6月2日、東映 / S・D・P） - 奥田果織 役
- つやのよる ある愛に関わった、女たちの物語（2013年1月26日、東映） - 池田百々子 役
- すーちゃん まいちゃん さわ子さん（2013年3月2日、スールキートス） - 岡村まい子 役
- さよなら渓谷（2013年6月22日、ファントム・フィルム） - 主演・尾崎かなこ 役
- そして父になる（2013年9月28日公開、ギャガ） - 斎木ゆかり 役
- ゲノムハザード ある天才科学者の5日間（2014年1月24日、アスミック・エース） - 美由紀 役
- まほろ駅前狂騒曲（2014年10月18日、東京テアトル / リトルモア） - 柏木亜沙子 役
- 風に立つライオン（2015年3月14日、東宝） - 秋島貴子 役
- 脳内ポイズンベリー（2015年5月9日、東宝） - 主演・櫻井いちこ 役
- 劇場版 MOZU（2015年11月7日、東宝） - 明星美希 役
- 蜜のあわれ（2016年4月1日、ファントム・フィルム） - 田村ゆり子 役[58]
- 海よりもまだ深く（2016年5月21日、ギャガ） - 響子 役[59]
- ぼくのおじさん（2016年11月3日、東映） - 稲葉エリー 役
- ミックス。（2017年10月21日、東宝） - 富田華子 役
- 孤狼の血（2018年5月12日、東映） - 高木里佳子 役
- 焼肉ドラゴン（2018年6月22日、KADOKAWA / ファントム・フィルム） - 主演・静花 役[60]
- 名も無い日（2021年6月11日、イオンエンターテイメント） - 小野真希  役
- 聖地X（2021年11月19日、ギャガ） - 星野 役
- コンフィデンスマンJP -英雄編-（2022年1月14日、東宝） - 謎の女 役[61]
- ある男（2022年11月18日、松竹） - 城戸香織 役
- 映画ネメシス 黄金螺旋の謎（2023年3月31日、ワーナー・ブラザース映画） - 神田凪沙 役[62]
- アンダーカレント（2023年10月6日、KADOKAWA） - 主演・関口かなえ 役[63][64]
- ようこ（2024年、横浜国際映画祭2024正式招待短編作品） - 特別出演
- 大いなる不在（2024年7月12日、ギャガ）[65]
- 金子差入店（2025年5月16日、ショウゲート） - 金子美和子 役[66][67]

### 声優
- フラッシュアニメ ピューと吹く!ジャガー 〜いま、吹きにゆきます〜（2009年1月10日公開、ハピネット・ピクチャーズ） - 王女 役
- BUDDHA2 手塚治虫のブッダ -終わりなき旅-（2014年2月8日公開、東映） - ルリ王子 役[68]

### 舞台
- 無名塾「どん底」（1999年 - 2000年、サンシャイン劇場ほか） - ナターシャ 役
- 阿佐ヶ谷スパイダース
  - 「十字架」（2002年、東京グローブ座ほか）
  - 「桜飛沫」（2006年、世田谷パブリックシアター ほか）
- サードステージ「今度は愛妻家」（2002年、俳優座劇場）
- 劇団☆新感線「朧の森に棲む鬼（2007年、新橋演舞場ほか）
- 「南部高速道路」（2012年、シアタートラム）
- パラサイト（2023年公演予定、THEATER MILANO-Zaほか） - 永井千代子 役[69]

### ドキュメンタリー番組
- 龍馬を愛した女たち〜ヒロインたちの龍馬伝〜（2010年3月6日、NHK）
- アナザーストーリーズ 運命の分岐点（2015年3月19日、2015年4月1日 - 9月16日、2016年2月17日、2016年3月26日、NHK BSプレミアム） - MC、番組ナビゲーター
- 幸せのホテルが誘う旅〜ルレ・エ・シャトーへようこそ〜（2020年1月3日、BS-TBS） - 旅人（イタリア）

### テレビアニメ
- ミチコとハッチン（2008年、フジテレビ） - ミチコ・マランドロ 役

### ゲーム
- 龍が如く6 命の詩。（2016年、セガゲームス） - 笠原清美 役[70]

### CM
- ロッテ
  - トッポ「あおトッポ新発売」編（2001年）
  - キシリトールエクシー（2009年）
- 東日本旅客鉄道（2005年）
- 明治製菓
  - キシリッシュ「息だけ福山雅治〜増田さんの場合」篇（2005年）
  - キシリッシュ「男にもてる男」篇（2012年）
- 十社協賛 GREEN FILM PROJECT EVERY DAY（2008年）
- 資生堂
  - インテグレート（2008年）
  - ANESSA（2016年）[71]
  - 資生堂 表情プロジェクト
    - エリクシール シュペリエル エンリッチド リンクルクリームS （2017年）[72]
    - バイタルパーフェクション リンクルリフト ディープレチノホワイト4（2017年）[73]
    - ベネフィーク レチノリフトジーニアス（2018年）[74]
- サントリー食品インターナショナル リプトン・ザ・ロイヤル（2008年）
- 日清食品 カップヌードルカレーライト（2010年）
- 伊藤園 タリーズコーヒー（2010年 - ）
- オルビス 新アクアフォース（2011年）
- サントリー 金麦 糖質70%OFF（2012年）
- ボシュロム・ジャパン ボシュロム ナチュレール（2012年 - ）
- メルサボン（2012年 - ）
- 富士フイルム FUJIFILM XF1（2012年 - 2013年）
- トヨタ自動車 SAI（2013年）
- 日本スポーツ振興センター BIG（2013年）
- アサヒビール「アサヒ アクアゼロ」（2014年5月）[75]
- 独立行政法人日本スポーツ振興センター toto big 10億円（2013年 - 2014年）[76]
- KIRIN「氷結」（2016年 - ）
- 第一三共「ロキソニンSプレミアム」（2016年）[77]
- 日本マクドナルド
  - 「大人のクリームパイ」『大人とはなんぞや』篇（2020年）[78]
  - 「三角チョコパイ 黒白」『三角チョコパイの季節』篇、『一日早い』篇（2020年10月 - ） - 伊藤沙莉と共演[79]
  - ベルギーショコラパイ・カナディアンメープルカスタードパイ「こたつ旅」篇（2022年1月 - ）[80]

### 配信
- I LOVE YOU「Sidewalk Talk」（2013年、UULA） - 主演
- ホテルローヤル(オーディオブック)（2018年10月24日、Audible Studios）- ナレーション
- 次元大介（2023年10月13日、Amazon Prime Video） - アデル 役[81]
- インスタントループ（2024年10月23日配信開始、BUMP）[82]

### 司会
- 第38回日本アカデミー賞（2015年2月27日）

### ミュージック・ビデオ
- スチャダラパー「ライツカメラアクション」（2008年）
- 桑田佳祐「Yin Yang」（2013年）

## ディスコグラフィー

### シングル
1. 幸先坂 （2013年5月27日）[83]
  1. 幸先坂
  2. 幸先坂 〜新緑篇〜

  - 作詞・作曲：椎名林檎
  - 映画『さよなら渓谷』主題歌

## 出版物

### 写真集
- 月刊真木よう子（SHINCHO MOOK 87）（2007年2月13日、新潮社、撮影：藤代冥砂）ISBN 978-4-10-790170-5
- 月刊真木よう子Special（SHINCHO MOOK 99）（2008年2月、新潮社、撮影：リリー・フランキー）ISBN 978-4-10-790183-5
- お龍（2010年9月22日、日本放送出版協会、撮影：白川青史）ISBN 978-4-14-081435-2
- MUSCOVITE（2013年12月14日、光文社、撮影：笠井爾示）ISBN 978-4-334-90197-4